# Сток-Руський
Сток-Руський (пол. Stok Ruski) — село в Польщі, у гміні Морди Седлецького повіту Мазовецького воєводства.
Населення — 206 осіб (2011).
У 1975-1998 роках село належало до Седлецького воєводства.

## Демографія
Демографічна структура станом на 31 березня 2011 року:
|          | Загалом | Допрацездатний вік | Працездатний вік | Постпрацездатний вік |
| -------- | ------- | ------------------ | ---------------- | -------------------- |
| Чоловіки | 106     | 16                 | 75               | 15                   |
| Жінки    | 100     | 20                 | 46               | 34                   |
| Разом    | 206     | 36                 | 121              | 49                   |